# Haverfordwest County AFC
Haverfordwest County AFC is een voetbalclub uit Haverfordwest in Wales die speelt in de League of Wales.
De club werd opgericht op 7 december 1899 als een tak van de Haverford Hockey Club. Door de jaren heen zijn er verscheidene naamswijzigingen geweest. Zo stond de ploeg eerder bekend als Haverfordwest FC, Haverfordwest Town en Haverfordwest Athletic. Jarenlang werd er sporadisch vriendschappelijk gevoetbald, maar na de Eerste Wereldoorlog ging Haverfordwest deelnemen aan de Pembrokeshire League. In 1936 trad de club in de voetsporen van de lokale concurrent Milford United en werd er deelgenomen aan de Welsh League. Bridge Meadow werd ingenomen als vaste basis voor thuiswedstrijden en de clubnaam veranderde van Haverfordwest County in Haverfordwest Athletic. Na promotie te hebben afgedwongen in het eerste seizoen nam de club een plaats in in de Division One toen de Tweede Wereldoorlog uitbrak.
Na de oorlog lukte het de ploeg regelmatig zo'n 3000 toeschouwers te trekken bij derby's tegen Milford United en Pembroke Borough. In 1954 raakte de club in een kleine dip en degradeerde het. Twee jaar later werd echter het kampioenschap in Division Two behaald. Het jaar erop veranderde de naam in Haverfordwest County en werd het nationale kampioenschap in de wacht gesleept. De legendarische ex-international Stan Richards zorgde dat seizoen voor 40 doelpunten. In de jaren 60 haalde Haverfordwest ex-Tottenham Hotspur speler en Engels international Arthur Willis binnen als de manager. Ondanks een aantal tweede plaatsen wist de ploeg onder zijn leiding nooit de titel te winnen. In 1981, toen Willis de club alweer had verlaten, werd alsnog het kampioenschap behaald. In 1990 werd dit herhaald, waarna in 1992 werd deelgenomen aan de nieuw opgerichte League of Wales.
Na twee seizoen op het hoogste niveau werd het afgetakelde Bridge Meadow opgekocht door een supermarktketen. Al een seizoen lang moest de club op een lokaal rugbyterrein spelen, vanwege de slechte staat van het stadion. De Football Association of Wales vond die thuisbasis niet voldoende en Haverfordwest County werd uit de competitie gezet en moest zichzelf terug zien te knokken. Na drie seizoenen op een lager niveau werd in 1997 het kampioenschap behaald, wat promotie betekende. Inmiddels is het stadion gerestaureerd en zijn de faciliteiten voor Welshe standaarden van een hoog niveau. De beste prestatie tot nu toe op het hoogste niveau was de derde plaats die in 2004 werd bereikt.
Sinds enkele jaren wordt de club geleid door speler/manager Deryn Brace. Onder zijn leiding heeft de club zich ontwikkeld van een zwakke middenmoter tot een vaste waarde in de top 4 van de League of Wales.

## Prestaties
- Winnaar West Wales Senior Cup: 1982, 1989, 1992, 1993, 1998 en 1999
- Verliezend finalist West Wales Senior Cup: 1938, 1950, 1957, 1959, 1961 en 1981
- Winnaar Welsh Challenge Cup: 1961
- Winnaar Welsh League: 1957
- Tweede plaats Welsh League: 1970 en 1971
- Winnaar Welsh League Premier Division: 1981
- Winnaar Welsh League National Division: 1990
- Winnaar Welsh League Division One: 1980 en 1997
- Tweede plaats Welsh League Division One: 1995 en 1996
- Verliezend finalist SA Brains Cup: 1975, 1985 en 1989
- Verliezend finalist Cyril Rogers Cup: 1997

## Haverfordwest in Europa
#Q = #kwalificatieronde, T/U = Thuis/Uit, W = Wedstrijd, PUC = punten UEFA coëfficiënten .
Uitslagen vanuit gezichtspunt Haverfordwest County AFC
| Seizoen | Competitie        | Ronde | Land                     | Club                   | Totaalscore  | 1e W    | 2e W       | PUC |
| ------- | ----------------- | ----- | ------------------------ | ---------------------- | ------------ | ------- | ---------- | --- |
| 2004/05 | UEFA Cup          | 1Q    | Vlag van IJsland         | FH Hafnarfjörður       | 1-4          | 0-1 (T) | 1-3 (U)    | 0.0 |
| 2023/24 | Conference League | 1Q    | Vlag van Noord-Macedonië | FK Shkëndija 79 Tetovo | 1-1 (3-2 ns) | 0-1 (U) | 1-0 nv (T) | 1.5 |
|         |                   | 2Q    | Vlag van Faeröer         | B36 Tórshavn           | 2-3          | 1-2 (U) | 1-1 nv (T) | 1.5 |
| 2025/26 | Conference League | 1Q    | Vlag van Malta           | Floriana FC            | 3-5          | 1-2 (U) | 2-3 (T)    | 0.0 |

Totaal aantal punten voor UEFA coëfficiënten: 1.5
Zie ook
- Deelnemers UEFA-toernooien Wales
- Ranglijst van alle clubs die in de diverse Europa Cups zijn uitgekomen